# Gulls de Hampton
Les Gulls de Hampton sont une franchise professionnelle de hockey sur glace ayant existé de 1974 à 1978.

## Histoire
En 1974, l'équipe de l'Arsenal de Fayetteville qui devait commencer la saison de hockey dans la Southern Hockey League fut incapable d'assurer des dates et une patinoire où jouer. L'équipe se transforma en Gulls de Hampton juste avant le début de la saison grâce au déménagement des Wings de la Virginie, équipe de Ligue américaine de hockey, qui laissèrent leur patinoire libre.
Les Gulls, adoptés comme club-école par les Stingers de Cincinnati de l'Association mondiale de hockey, jouèrent trois saisons en SHL, remportant la saison régulière de 1976-77. Lorsque la ligue cessa ses activités, les Gulls rejoignirent la Ligue américaine de hockey pour la saison 1977-1978. En raison des contraintes financières plus importantes dans cette ligue, ils ne purent terminer la saison et déposèrent le bilan le 10 février 1978.

## Statistiques
| Saison    | Ligue | PJ | V  | D  | N  | Pts | BP  | BC  | Classement Final | Séries éliminatoires |
| 1974-1975 | SHL   | 72 | 43 | 28 | 1  | 87  | 323 | 262 | 2e               | -                    |
| 1975-1976 | SHL   | 72 | 33 | 23 | 16 | 82  | 262 | 234 | 2e               | -                    |
| 1976-1977 | SHL   | 50 | 32 | 16 | 2  | 66  | 198 | 152 | Vainqueurs       | -                    |
| 1977-1978 | LAH   | 46 | 15 | 28 | 3  | 33  | 142 | 171 | 5e South         | Non qualifiés        |